# Sacrificio de dama
Sacrificio de dama es el quinto disco de Javier Krahe, editado originalmente en 1993. Está producido por Javier López de Guereña. Todos los temas son de Javier Krahe, excepto Y empeñé mi virtud, Pijama blanco y La Casa de Fieras (de Javier Krahe y Antonio Sánchez).
En 2009 fue reeditado por 18 Chulos en un pack junto a Elígeme y Versos de tornillo.

## Listado de temas
1. La Yeti (1ª parte) - 4:55
2. Y empeñé mi virtud - 4:20
3. Agua, ajo y resina - 4:20
4. El vicio en el hospicio - 3:11
5. Pijama blanco - 4:20
6. Pobrecita mía - 4:22
7. Gracias tabaco - 5:44
8. Vida de artista - 4:10
9. Bajo su blusa - 4:00
10. La Casa de Fieras - 3:57

## Músicos
- Javier Krahe - Voz
- Tito Larregui - Guitarra eléctrica, guitarra española y slide guitar
- Fernando Anguita - Contrabajo y coros
- Lorenzo Azcona - Saxos alto y tenor, WX7 y coros
- Jimmy Ríos - Batería, percusión y coros
- Antonio Sánchez - Guitarra española, acústica y eléctrica, mandolina y coros
- Chicho Sánchez Ferlosio, Joaquín Gallego y Trini: Coros adicionales
- Violante y Marco - Voces en Pijama blanco